# Teodicea agustiniana

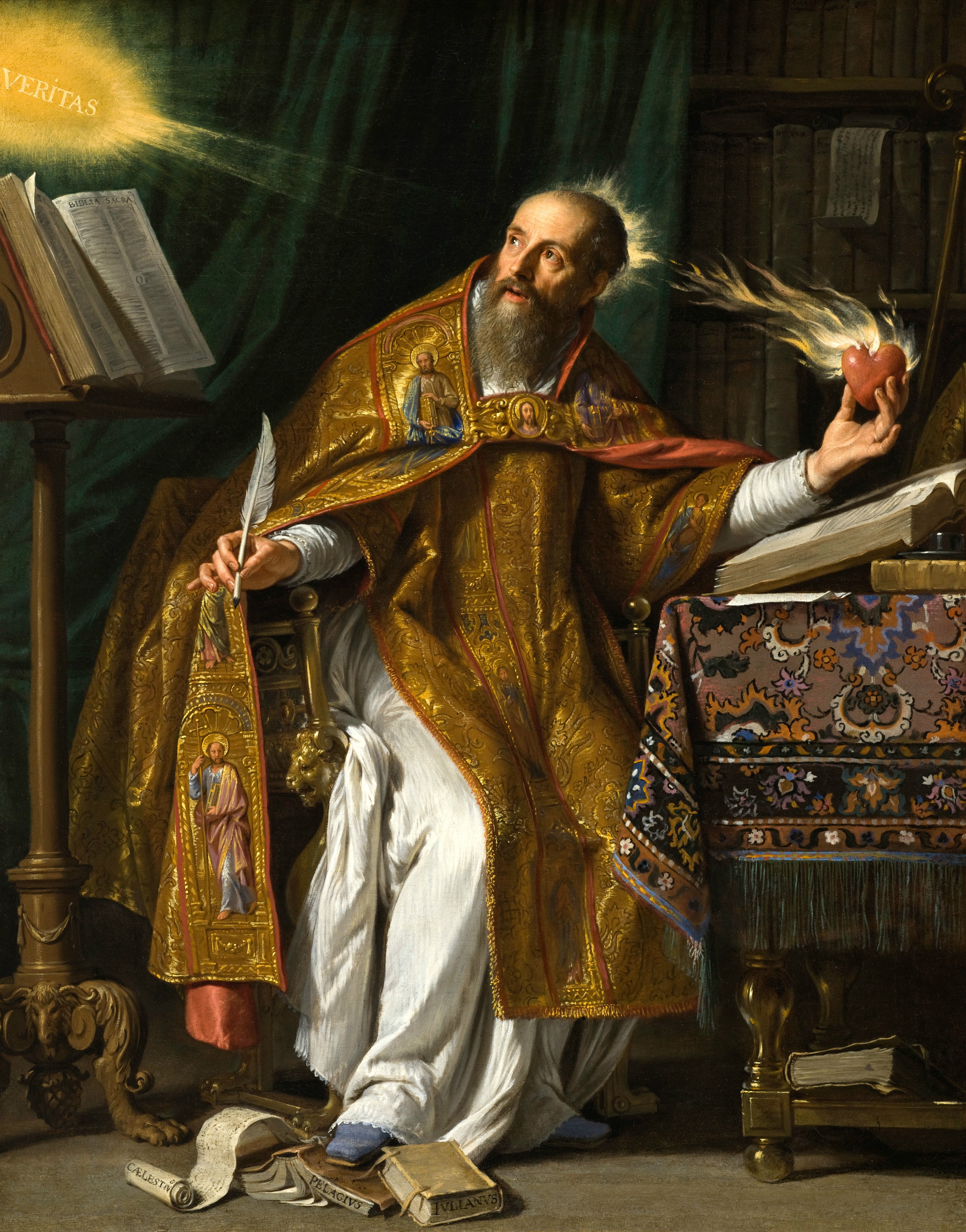
Retrato pintado por Philippe de Champaigne de Agustín de Hipona, quien es acreditado por haber desarrollado la primera forma de la teodicea.

La teodicea agustiniana es un tipo de teodicea cristiana designada para responder al problema del mal. Como tal, intenta explicar la posibilidad del Dios omnipotente y omnibenevolente en medio de evidencia de mal en el mundo. Distintas variaciones de estas teodicea han sido propuestas a lo largo de la historia, pero normalmente afirman que Dios es perfectamente bueno, que creó el mundo de la nada y que el mal es el resultado del pecado original de los humanos. La entrada del mal en el mundo es generalmente explicada como el castigo por el pecado y su continua ocurrencia se debería al mal uso del libre albedrío por los humanos. La teodicea agustiniana sostiene que Dios es perfectamente bueno y que no es responsable del mal o del sufrimiento.

"Dios sabe de antemano todas las cosas de las cuales. Él mismo es la Causa, y sin embargo, Él no es la Causa de todo lo que conoce de antemano. Él no es la causa maligna de estos actos, aunque justamente los venga. Por lo tanto, puede entenderlo. , cuán justamente Dios castiga los pecados, porque no hace las cosas que sabe que sucederán ".
De libero arbitrio, Libro III, IV, 40

San Agustín de Hipona fue el primero en desarrollar una teodicea. Rechazó la idea de que el mal existe en sí; en cambio, lo consideró como una corrupción de la bondad, causada por el abuso del libre albedrío por parte de la humanidad. Agustín creía en la existencia de un infierno físico como un castigo por el pecado, pero afirmó que aquellos que elegían aceptar la salvación de Jesucristo irían al cielo. Para Agustín, Dios permitía el pecado por el valor del libre albedrío y los males naturales porque son justo castigo al pecado, y aunque los animales y bebes no pecan son merecedores del castigo divino, siendo los niños herederos del pecado original.
Santo Tomás de Aquino, influido por San Agustín, propuso una teodicea similar basadas en la idea de que Dios es bondad y de que no puede haber mal en él. Creía que la existencia de bondad permite que el mal exista por culpa de los humanos. Aquino creía que el mal es aceptable debido al bien que proviene de él, y que el mal solo puede justificarse cuando se requiere para que el bien ocurra. Agustín también influyó en Juan Calvino, quien apoyó la opinión de Agustín de que el mal es el resultado del libre albedrío y argumentó que el pecado corrompe a los humanos, que requieren de la gracia divina para una guía moral. Aceptó que Dios es responsable del mal y el sufrimiento; sin embargo, sostuvo que Dios no puede ser acusado por ello. Calvino creía que solo la gracia de Dios es suficiente para proporcionar a los humanos una guía ética propuso que la humanidad está predestinada.

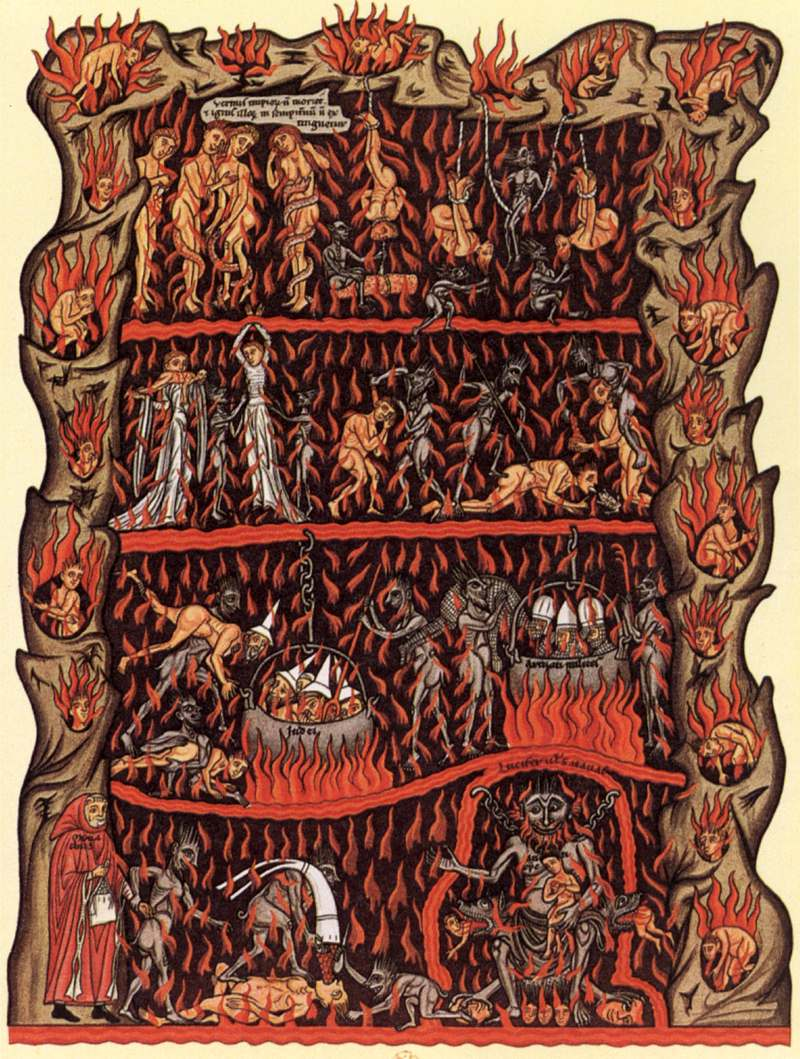
John Hick criticó el concepto agustiniano del infierno.

La teodicea fue criticada por Fortunato, un maniqueo contemporáneo de Agustín que debatía que Dios debía estar implicado en el mal. Por otra parte, un teólogo del siglo XVIII Francesco Antonio Zaccaria criticó el concepto de mal de San Agustín por no lidiar con el sufrimiento humano. David Ray Griffin criticó la confianza de Agustín en el libre albedrío y argumentó que es incompatible con la omnisciencia y omnipotencia divina. La teología del proceso argumenta que Dios no es omnipotente: en lugar de la coerción, tiene el poder de la persuasión divina, pero no puede forzar su voluntad. El filósofo del siglo XX John Hick criticó la teodicea declarando que los animales sufrían antes de la existencia del ser humano y que el pecado no es heredado. Él presentó una teodicea alternativa que considera el mal como necesario para el desarrollo de los seres humanos; teólogos del proceso han sostenido que Dios no es omnipotente y, por tanto, no puede ser responsable del mal. En los años 1980, Alvin Plantinga presentó una defensa del libre albedrío, pero esta solo se proponía mostrar que la existencia de Dios es todavía lógicamente posible en la presencia del mal, antes que establecer que su existencia es probable. Algunas críticas también han sido derivadas de la ciencia; por ejemplo, que aspectos de la teodicea agustiniana entran en contradicción con el consenso científico concerniente a la creación del mundo y el desarrollo de la vida.